# جوزيف بيل
جوزيف بيل جوزيف بيل هو محاضر واستاذ أستكلندي شهير، كان بيل يحاضر في الكلية الطبية في جامعة إدنبرة وذلك خلال القرن التاسع عشر الميلادي , لعل أفضل ما عرف به هو أن شخصية شرلوك هولمز الخيالية مستوحاة من شخصيته، كان جده الأول جراحاً متخصصاً بالطب الشرعي في توجيهاته يشدد بيل على دور الملاحظة الدقيقة في التشخيص، كان بيل قادراً على استنتاج مهنة أي شخص (لم يسبق له معرفته) وما فعله مؤخراً عن طريق الملاحظة الدقيقة فقط، هذه المهارة أدت إلى اعتباره رائداً في مجال الطب الشرعي , في وقت لم يتسع فيها استخدام العلوم الشرعية في التحقيق الجنائي.
التقى آرثر كونان دويل به عام 1877 م وعمل كمساعد له في عيادة إدنبرة الملكية. لاحقاً بدأ دويل في كتابة سلسلة قصصية عرضت
شرلوك هولمز والتي استوحاها كونان دويل من منهج جوزيف بيل في التحليل والاستنتاج، كان بيل على دراية بذلك ومسروراً به.
ووفقا لما قاله إيرفينغ والاس (في كتابه the Fabulous Originals)فقد كان بيل كان ضالعا في عدة تحقيقات للشرطة، ومعظمها في اسكتلندا، مثل لغز Ardlamont من عام 1893 م، وعادة كان برفقة الطبيب الشرعي الخبير البروفيسور هنري ليتل. ومن هذه التحقيقات «جاك السفاح»، فمع أن التحقيق في هذه القضية لم يغلق إلا أن جرائم القتل توقفت بعد سبعة أيام من تسليم بيل أسماء المشتبه بهم للشرطة، [بحاجة لمصدر]
كما خدم بيل الملكة فيكتوريا كلما زارت اسكتلندا. كما نشر عدة كتب طبية. كان على زمالة الكلية الملكية للجراحين في أدنبرة، قاضي الصلح، وملازم مفوض.

## وفاته
توفي جوزيف بيل في 4 تشرين الأول 1911. دفن في مقبرة دين في إدنبرة إلى جانب زوجته إديث كاثرين إرسكين موراي وابنهما بنيامين، وبجوار والده وشقيقه.

## ظهور فيالدراما
سلسلة bbc التلفزيونية Murders rooms :THE Dark beginings of Sherlock Holmes تناولت رواية متخيلة عن الأوقات التي عمل خلالها بيل ودويل معاً، في السلسلة كان كلاً من تحقيق بيل الجنائي ومدى التشابه بين بيل وشخصية هولمز مبالغاً فيه.
في الحلقة الحادية عشر من الموسم الخامس مسلسل House M.D إنتاج شبكة فوكس التلفزيونية أهدى ويلسون لهاوس في عيد الميلاد كتاب جوزيف بيل الدليل في العمليات الجراحية.
شخصية هاوس مستوحاة من هولمز والذي كان بدوره مستوحى من جوزيف بيل.